# Deja-vu (写真)
『deja-vu』（デジャ＝ヴュ）は、フォト・プラネット社が刊行、河出書房新社が発売していた、写真に関する季刊雑誌。1990年に、写真評論家の飯沢耕太郎が創刊した。

## deja-vuでの特集

### No.1 「『デジャ=ヴュ』の眼」
- 人物
  - 川田喜久治
  - 田原桂一
  - 小山穂太郎
  - 吉増剛造
  - 高木由利子
  - 広川泰士
  - 三好耕三
  - 森山大道

### No.2 「モードの劇場」
- 人物
  - ティエリー・ミュグレー
  - 上田義彦
  - ヤン・サウデク
  - 伊島薫
  - 操上和美
  - 今道子
  - 田村彰英
  - アラステア・サイン

### No.3 「旅の視線」
- 人物
  - 白岡順
  - 古屋誠一
  - ヴィム・ヴェンダース
  - 藤原新也
  - サム・シェパード

### No.4 「荒木経惟」
- 人物
- 関連項目
  - 私写真
  - センチメンタルな旅

### No.5 「南へ」
- 人物
  - 港千尋
  - 宮本隆司
  - 横山良一

### No.6 「ドキュメンタリーの現在」
- 人物
  - 倉田精二
  - ジェーン・エヴリン・アトウッド
  - マーティン・パー
  - ヤマグチゲン
  - 長倉洋海

### No.7 「沈黙の風景」
- 人物
  - 杉本博司
  - 普後均
  - 山本糾
  - エメット・ゴーウィン

### No.8 「牛腸茂雄」
- 関連項目
  - コンポラ写真

### No.9 「私生活」
- 人物
  - ナン・ゴールディン
  - 島尾伸三
  - 荒木経惟

### No.10 「少女＝コレクション」
- 人物
  - ロバート・メイプルソープ
  - 沢渡朔
- 関連項目
  - 少女愛
  - 少女アリス

### No.11 「猪瀬光」
- 人物
  - フレデリック・ソマー

### No.12 「安井仲治と1930年代」
- 人物
  - トゥアミ・エナドル

### No.13 「ラリー・クラーク」
- 人物
  - セバスチャン・サルガド

### No.14 「「プロヴォーク」の時代」
- 人物
  - 中平卓馬
  - 多木浩二
  - 高梨豊
  - 森山大道